# Paecilomyces simplex
Paecilomyces simplex är en svampart som först beskrevs av Petch, och fick sitt nu gällande namn av A.H.S. Br. & G. Sm. 1957. Paecilomyces simplex ingår i släktet Paecilomyces och familjen Trichocomaceae.   Inga underarter finns listade i Catalogue of Life.